# WWOOF
 (novembre 2018).
Si vous disposez d'ouvrages ou d'articles de référence ou si vous connaissez des sites web de qualité traitant du thème abordé ici, merci de compléter l'article en donnant les références utiles à sa vérifiabilité et en les liant à la section « Notes et références ».

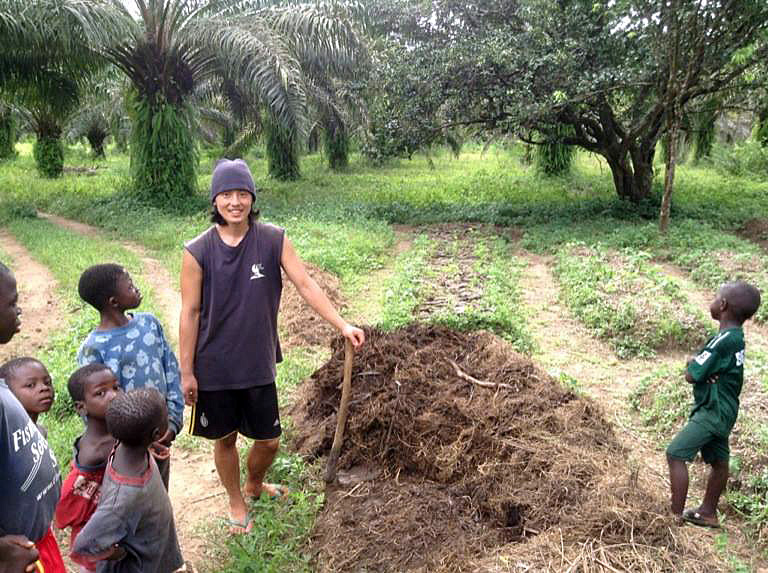
Jeune Japonais, Wwoofer en Guinée (2014)

Le World-Wide Opportunities on Organic Farms (WWOOF) est un réseau mondial de fermes biologiques.
Créé en Angleterre en 1971, il s'est étendu dans le monde entier. Des hôtes se proposent d'accueillir des WWOOFers pour partager leurs connaissances, leur savoir-faire, leur quotidien et leurs activités avec la possibilité pour ces derniers de se voir offrir le gîte et le couvert. Cette pratique est parfois aussi appelée le WWOOFing.  Parfois subjectif, le WWOOFing est en fait porté par une association indépendante dans chaque pays où il a lieu (plus de 100 pays dans le monde).

## Définition
Le WWOOF est un acronyme qui désignait à l'origine « Working Weekends on Organic Farms » (week-ends de travail dans des fermes biologiques). En automne 1971, Sue Coppard, une secrétaire travaillant au Royal Collège of Art de Londres, ressent un manque de campagne.  La première expérience de WWOOF débute  à la ferme bio-dynamique d'Emerson College dans le Sussex. Les fermiers sont ravis de la rencontre avec Sue et deux autres personnes l'accompagnant.
Sue développe la possibilité pour les citadins de découvrir la campagne tout en soutenant l'agriculture biologique, sous la forme de week-ends pour des groupes de quatre personnes.
Quand le mouvement prit de l'ampleur et que les bénévoles commencèrent à travailler pour des plus longues périodes, le nom a changé vers « Willing Workers on Organic Farms » (travailleurs volontaires dans des fermes bios). Mais le nom posa alors problème du fait que le terme travailleurs pouvait aussi désigner un travailleur rémunéré et que le droit du travail de certains pays était pointilleux sur la question. En 2000, le terme changea vers « World-Wide Opportunities on Organic Farms », ce qui se traduit en français par « opportunités dans des fermes bio du monde entier », quoique certaines organisations nationales aient choisi de garder l'ancienne dénomination. En France, cette pratique ne présente aucun lien de subordination ni d'échange d'argent, mais simplement un échange de convivialité et de connaissances.

## Principe

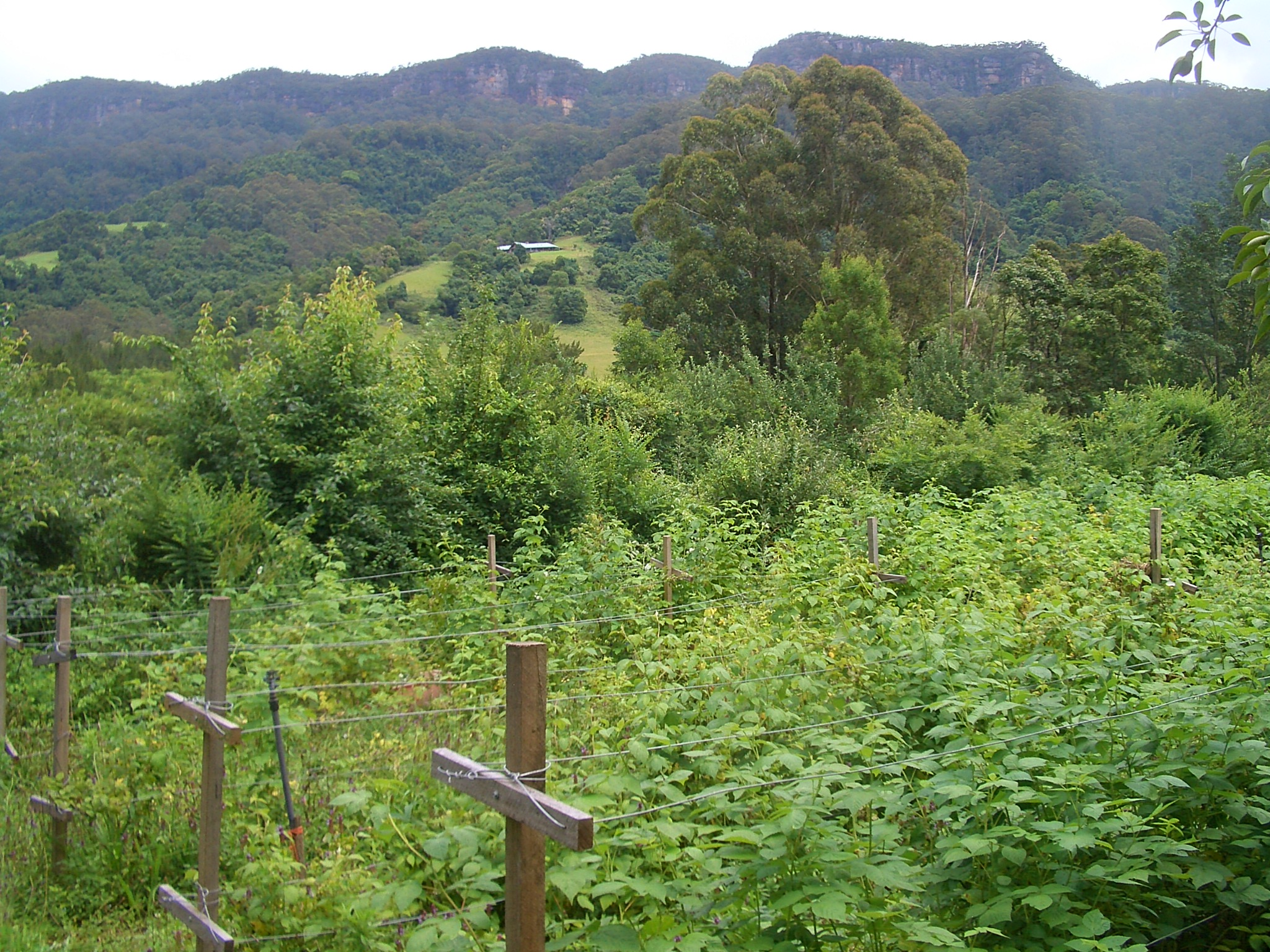
Une ferme participante en Australie

Les fermes (commerciales ou non lucratives) qui souhaitent devenir un hôte indiquent leurs coordonnées soit à leur organisation nationale (si elle existe), soit au « WWOOF Independents » (qui s'occupe des pays qui n'ont pas d'organisation nationale). Les informations sont alors collectées et publiées dans un carnet d'adresses (ou parfois sur un site web accessible uniquement aux membres). Les volontaires intéressés payent une faible cotisation annuelle pour recevoir une copie de ce carnet et une carte de membre. Ils peuvent alors contacter les fermiers directement pour s'arranger sur la durée du séjour et les formalités. La durée de séjour dans une ferme peut varier de quelques jours à plusieurs mois ou plus rarement quelques années.
Les volontaires du WWOOF, ou WWOOFeurs et WOOFeuses, ne reçoivent aucune forme de paiement ni d'aide financière. Les hôtes doivent donner des occasions d'apprendre, de partager en échange d'une assistance de toute activité et discipline agricoles. Ils peuvent aussi offrir la nourriture et l'hébergement. Les volontaires se recrutent parmi différentes catégories de personnes. Des étudiants aux ressources limitées  l'utilisent parfois pour prendre des vacances. On y trouve aussi des personnes intéressées par l'agriculture bio (dont des étudiants en agronomie, de futurs agriculteurs, des agriculteurs conventionnels à la recherche de conversion), différentes techniques : agroécologie permaculture, agroforesterie, pastoralisme, attelage, débardage, cueillette, etc.  ou le jardinage bio pour eux-mêmes. Certaines personnes sont à la recherche de voyages et de rapports humains sans rapports agricoles. 
Le rôle des organisations WWOOF est de mettre en contact les voyageurs avec des hôtes. Ils maintiennent un rôle de superviseurs et sont capables de jouer les médiateurs s'il arrive le moindre problème. Les hôtes s'engagent à offrir un accueil chaleureux et amical et partager leur expérience et leurs connaissances dans des méthodes d'agriculture ou d'élevage biologique.

## Réseau
En 2009, les pays ou états suivants ont leur propre organisation WWOOF ou VAB et publient leur propre carnet d'adresses. Les hôtes localisés dans d'autres pays publient leur liste dans le carnet des WWOOF Indépendants.
- Allemagne
- Argentine
- Australie
- Autriche
- Belize
- Belgique
- Brésil
- Bulgarie
- Canada
- Chili
- Chine
- Costa Rica
- Corée
- Danemark
- Équateur
- Espagne
- Estonie
- États-Unis
- France
- Ghana
- Hawaï
- Inde
- Irlande
- Israël
- Italie
- Japon
- Kazakhstan
- Mexique
- Népal
- Nouvelle-Zélande
- Ouganda
- République tchèque
- Roumanie
- Royaume-Uni
- Sierra Leone
- Suède
- Suisse
- Taïwan
- Turquie